# Condados metropolitanos e não metropolitanos da Inglaterra
Os condados metropolitanos e não-metropolitanos são um tipo de subdivisão da Inglaterra utilizado pelo governo inglês. Podem ser divididos em condados metropolitanos, não-metropolitanos, autoridades unitárias e Grande Londres, considerado como área administrativa e região inglesa.
| Condados metropolitanos e não-metropolitanos da Inglaterra | | |
| | | |
| 1. Northumberland 2. Tyne and Wear † 3. Durham 4. Cumbria 5. Lancashire 6. Blackpool * 7. Blackburn with Darwen * 8. West Yorkshire † 9. North Yorkshire 10. Darlington * 11. Stockton-on-Tees * 12. Middlesbrough * 13. Hartlepool * 14. Redcar e Cleveland * 15. York * 16. East Riding of Yorkshire * 17. Kingston-upon-Hull * 18. North Lincolnshire * 19. North East Lincolnshire * 20. Lincolnshire 21. Nottinghamshire 22. Nottingham * 23. South Yorkshire † 24. Derbyshire 25. Derby * 26. Greater Manchester † 27. Merseyside † 28. Halton * | 1. Warrington * 2. Cheshire 3. Shropshire 4. Telford e Wrekin * 5. Staffordshire 6. Stoke-on-Trent * 7. Midlands Ocidental † 8. Warwickshire 9. Leicestershire 10. Leicester * 11. Rutland * 12. Northamptonshire 13. Peterborough * 14. Cambridgeshire 15. Norfolk 16. Suffolk 17. Essex 18. Southend-on-Sea * 19. Thurrock * 20. Hertfordshire 21. Bedfordshire 22. Luton * 23. Milton Keynes * 24. Buckinghamshire 25. Oxfordshire 26. Gloucestershire | 1. Worcestershire 2. Herefordshire * 3. South Gloucestershire * 4. Bristol * 5. North Somerset * 6. Bath e North East Somerset * 7. Wiltshire 8. Swindon * 9. Berkshire ‡ 10. Grande Londres ¹ 11. Medway * 12. Kent 13. Sussex Oriental 14. Brighton e Hove * 15. Sussex Ocidental 16. Surrey 17. Hampshire 18. Southampton * 19. Portsmouth * 20. Ilha de Wight * 21. Dorset 22. Poole * 23. Bournemouth * 24. Somerset 25. Devon 26. Torbay * 27. Plymouth * 28. Cornwall |

* autoridade unitária

† condado metropolitano

‡ condado não-metropolitano

¹ 'área administrativa' e região (não um condado).